# Marseillaise (Stravinsky)
La Marseillaise (W-BVII) is een bewerking die Igor Stravinsky (1882-1971) in 1919 maakte van het Franse volkslied Marseillaise voor viool solo (onbegeleid).

## Oeuvre
Zie het Oeuvre van Igor Stravinsky voor een volledig overzicht van het werk van Stravinsky.

## Geselecteerde discografie
La Marseillaise op 'Histoire du Soldat' o.l.v. Steven Richman, met Mark Peskanov, viool (Koch International Classics, 7438)